# Mittleres Neckartal
Das Gebiet Mittleres Neckartal ist ein vom Landratsamt Tübingen am 15. Dezember 1961 durch Verordnung ausgewiesenes  und am 23. Januar 1963 vom Landratsamt Reutlingen durch Verordnung ergänztes Landschaftsschutzgebiet auf dem Gebiet der Stadt Tübingen, den Gemeinden Kirchentellinsfurt und Kusterdingen im Landkreis Tübingen und der Gemeinde Pliezhausen und der Stadt Reutlingen im Landkreis Reutlingen.

## Lage
Das Landschaftsschutzgebiet Mittleres Neckartal umfasst das Neckartal von Tübingen-Lustnau bis Reutlingen Mittelstadt.

## Landschaftscharakter
Der Neckar ist zwischen Tübingen und Reutlingen weitgehend begradigt. In der Neckaraue befinden sich einige Seitenkanäle und Baggerseen, wie der Epplesee und der Mayersee bei Kirchentellinsfurt und der Weimarsee bei Altenburg. Die übrigen Flächen werden zumeist intensiv landwirtschaftlich genutzt. Durch das Gebiet führt auch die Trasse der viel befahrenen Bundesstraße 27.

## Gebietsverwaltung
Zum Zeitpunkt der Ausweisung gehörte die Gemeinde Pliezhausen noch zum Landkreis Tübingen, weshalb das Schutzgebiet auf Pliezhausener Gebiet in der Verordnung des Landkreises Tübingen geregelt ist. Da für die Verwaltung der Landschaftsschutzgebiete in Baden-Württemberg die Landkreise zuständig sind, handelt es sich verwaltungsrechtlich eigentlich um zwei separate Landschaftsschutzgebiete.

## Zusammenhängende Schutzgebiete
Das Landschaftsschutzgebiet grenzt im Nordwesten an das Landschaftsschutzgebiet Schönbuch und im Süden an das Landschaftsschutzgebiet Härten und das Naturschutzgebiet Blaulach. Im Landkreis Esslingen wird es vom Landschaftsschutzgebiet Neckar-, Erms- und Autmuttal im Verwaltungsraum Neckartenzlingen weitergeführt.